# 1615 az irodalomban
Az 1615. év az irodalomban.

## Publikációk
- Miguel de Cervantes regénye, a Don Quijote (teljes címén: Az elmés nemes Don Quijote de la Mancha; spanyolul: El ingenioso hidalgo don Quijote de la Mancha) második részének kiadása.
- Aegidius Albertinus fordításában megjelenik német nyelven Mateo Alemán spanyol pikareszk regénye, a Guzmán de Alfarche.

## Születések
- november 12. – Richard Baxter angol puritán lelkész, költő, himnuszíró († 1691)

## Halálozások
- április 1. – Istvánffy Miklós költő, humanista történetíró, alnádor (* 1538)
- augusztus 30. – Étienne Pasquier francia jogász, történész, író (* 1529)